# Сопинина
Сопинина — деревня в Шатровском районе Курганской области. Входит в состав Спицынского сельсовета.

## История
До 1917 года в составе Мехонской волости Шадринского уезда Пермской губернии. По данным на 1926 год состояла из 111 хозяйств. В административном отношении входила в состав Спицынского сельсовета Мехонского района Шадринского округа Уральской области.

## Население
| 1989 | 2002 | 2010 |
| ---- | ---- | ---- |
| 278  | ↘236 | ↘157 |

По данным переписи 1926 года в деревне проживало 526 человек (240 мужчин и 286 женщин), в том числе: русские составляли 100 % населения.